# Touch (chanson)
Pour les articles homonymes, voir Touch.
Pistes de Random Access Memories
Lose Yourself to Dance
(6) Get Lucky
(8)
Touch est une chanson écrite par le duo français de musique électronique Daft Punk et l'auteur-compositeur américain Paul Williams. Il s'agit de la septième piste du dernier album de Daft Punk, Random Access Memories.
Le morceau a notamment été utilisé dans la vidéo Epilogue, annonçant la séparation de Daft Punk.

## Composition et production
En travaillant avec Chris Caswell, les Daft Punk ont mentionné qu'ils étaient grandement influencés par le film Phantom of the Paradise, dans lequel apparaît Paul Williams. Caswell a alors arrangé un rendez-vous entre le groupe et Williams, qui a alors accepté de travailler avec eux sur leur album Random Access Memories, en chantant dans Touch et en écrivant les paroles de Beyond,.
Alors que les Daft Punk avait déjà préparé une mélodie pour le morceau, Caswell en a créé une autre afin d'accompagner les cordes ; après écoute, le groupe a préféré la mélodie de Caswell, ce qui a donc mené à ce que Caswell soit crédité en tant que compositeur sur Touch.

## Réception critique
Touch a été décrit par les journalistes comme étant un morceau de disco, de rock progressif ou encore de jazz fusion,. Mark Richardson de Pitchfork dit de Touch qu'il s'agit d'un « une ballade […] disco complétée avec des trilles ». Nick Decosemo de Mixmag a quant à lui comparé le morceau avec les ballades de rock similaires à celles de Jesus Christ Superstar, qualifiant le morceau d'« expérimentation ambient à la Brian Eno, entre la comédie musicale et le gospel épique ».

## VersionEpilogue
Pistes de Random Access Memories (10th Anniversary Edition) (en)
The Writing of Fragments of Time
(8)
Le 22 février 2021, une version alternative de Touch est utilisée dans la vidéo Epilogue, annonçant la séparation de Daft Punk. La vidéo montre une partie de la fin d'Electroma, où l'un des membres de Daft Punk explose tandis que l'autre marche vers l'horizon, alors qu'est jouée une version de Touch avec un orchestre et un chœur.
Cette version de Touch ne sort officiellement qu'en mai 2023, avec la sortie de l'édition 10e anniversaire (en) de l'album.

## Musiciens
Les crédits sont adaptés des notes d'accompagnement de l'album.
- Daft Punk : production, chant, synthétiseur modulaire
- Paul Williams : chant
- Paul Jackson, Jr. : guitare
- Greg Leisz (en) : guitare
- Chris Caswell : claviers
- Thomas Bloch : ondes Martenot
- James Genus (en) : guitare basse
- Omar Hakim : batterie